# Bout de Zan et le Chien ratier
Pour plus de détails, voir Fiche technique et Distribution.
Bout de Zan et le Chien ratier est un film muet français réalisé par Louis Feuillade et sorti en 1913.

## Fiche technique
- Réalisation et scénario : Louis Feuillade
- Société de production : Société des Etablissements L. Gaumont
- Format : Muet - Noir et blanc - 35 mm - 1,33:1
- Genre : Comédie
- Date de sortie : 
  - France : juin 1913

## Distribution
- René Poyen : Bout de Zan